# 岐阜県小学校一覧
| 総数                        | 339校・1分校     |
| 国立                        | なし             |
| 公立                        | 337校・1分校     |
| 私立                        | 2校              |
| 教育委員会所在地            | 〒500-8570       |
| 岐阜県岐阜市薮田南二丁目1-1 |                  |
| 公式サイト                  | 岐阜県教育委員会 |

岐阜県小学校一覧（ぎふけんしょうがっこういちらん）は、岐阜県の小学校の一覧。ここでは義務教育学校についても記す。

## 国立義務教育学校
- 岐阜大学教育学部附属小中学校

## 公立義務教育学校

### 岐阜市
- 岐阜市立藍川北学園

### 大垣市
- 大垣市立上石津学園

### 羽島市
- 羽島市立桑原学園

### 本巣市
- 本巣市立根尾学園

### 本巣郡
- 北方町立北学園
- 北方町立南学園

### 大野郡
- 白川村立白川郷学園

## 公立小学校

### 岐阜市
- 岐阜市立岐阜小学校
- 岐阜市立明郷小学校
- 岐阜市立徹明さくら小学校
- 岐阜市立白山小学校
- 岐阜市立梅林小学校
- 岐阜市立華陽小学校
- 岐阜市立本荘小学校
- 岐阜市立日野小学校
- 岐阜市立長良小学校
- 岐阜市立島小学校
- 岐阜市立三里小学校
- 岐阜市立鷺山小学校
- 岐阜市立加納小学校
- 岐阜市立加納西小学校
- 岐阜市立則武小学校
- 岐阜市立長森南小学校
- 岐阜市立長森北小学校
- 岐阜市立常磐小学校
- 岐阜市立木田小学校
- 岐阜市立岩野田小学校
- 岐阜市立黒野小学校
- 岐阜市立方県小学校
- 岐阜市立茜部小学校
- 岐阜市立鶉小学校
- 岐阜市立七郷小学校
- 岐阜市立西郷小学校
- 岐阜市立市橋小学校
- 岐阜市立岩小学校
- 岐阜市立鏡島小学校
- 岐阜市立厚見小学校
- 岐阜市立長良西小学校
- 岐阜市立早田小学校
- 岐阜市立且格小学校
- 岐阜市立芥見小学校
- 岐阜市立合渡小学校
- 岐阜市立三輪南小学校
- 岐阜市立三輪北小学校
- 岐阜市立網代小学校
- 岐阜市立城西小学校
- 岐阜市立長良東小学校
- 岐阜市立長森西小学校
- 岐阜市立芥見東小学校
- 岐阜市立岩野田北小学校
- 岐阜市立長森東小学校
- 岐阜市立柳津小学校

### 大垣市
- 大垣市立興文小学校
- 大垣市立東小学校
- 大垣市立西小学校
- 大垣市立南小学校
- 大垣市立北小学校
- 大垣市立日新小学校
- 大垣市立安井小学校
- 大垣市立宇留生小学校
- 大垣市立静里小学校
- 大垣市立綾里小学校
- 大垣市立江東小学校
- 大垣市立川並小学校
- 大垣市立中川小学校
- 大垣市立小野小学校
- 大垣市立荒崎小学校
- 大垣市立赤坂小学校
- 大垣市立青墓小学校
- 大垣市立墨俣小学校

### 高山市
- 高山市立東小学校
- 高山市立西小学校
- 高山市立南小学校
- 高山市立北小学校
- 高山市立山王小学校
- 高山市立江名子小学校
- 高山市立新宮小学校
- 高山市立三枝小学校
- 高山市立岩滝小学校
- 高山市立花里小学校
- 高山市立丹生川小学校
- 高山市立清見小学校
- 高山市立荘川小学校
- 高山市立宮小学校
- 高山市立久々野小学校
- 高山市立朝日小学校
- 高山市立国府小学校
- 高山市立本郷小学校
- 高山市立栃尾小学校

### 多治見市
- 多治見市立養正小学校
- 多治見市立精華小学校
- 多治見市立共栄小学校
- 多治見市立昭和小学校
- 多治見市立小泉小学校
- 多治見市立池田小学校
- 多治見市立市之倉小学校
- 多治見市立滝呂小学校
- 多治見市立南姫小学校
- 多治見市立根本小学校
- 多治見市立北栄小学校
- 多治見市立脇之島小学校
- 多治見市立笠原小学校

### 関市
- 関市立安桜小学校
- 関市立旭ヶ丘小学校
- 関市立桜ヶ丘小学校
- 関市立瀬尻小学校
- 関市立倉知小学校
- 関市立南ヶ丘小学校
- 関市立富岡小学校
- 関市立田原小学校
- 関市立下有知小学校
- 関市立富野小学校
- 関市立金竜小学校
- 関市立洞戸小学校
- 関市立板取小学校
- 関市立武芸小学校
- 関市立博愛小学校
- 関市立武儀小学校
- 関市立上之保小学校

### 中津川市
- 中津川市立南小学校
- 中津川市立東小学校
- 中津川市立西小学校
- 中津川市立苗木小学校
- 中津川市立坂本小学校
- 中津川市立落合小学校
- 中津川市立阿木小学校
- 中津川市立神坂小学校
- 中津川市立山口小学校
- 中津川市立坂下小学校
- 中津川市立川上小学校
- 中津川市立加子母小学校
- 中津川市立付知北小学校
- 中津川市立付知南小学校
- 中津川市立福岡小学校
- 中津川市立蛭川小学校

### 美濃市
- 美濃市立美濃小学校
- 美濃市立牧谷小学校
- 美濃市立大矢田小学校
- 美濃市立藍見小学校
- 美濃市立中有知小学校

### 瑞浪市
- 瑞浪市立瑞浪小学校
- 瑞浪市立土岐小学校
- 瑞浪市立陶小学校
- 瑞浪市立稲津小学校
- 瑞浪市立明世小学校
- 瑞浪市立日吉小学校
- 瑞浪市立釜戸小学校

### 羽島市
- 羽島市立足近小学校
- 羽島市立小熊小学校
- 羽島市立正木小学校
- 羽島市立竹鼻小学校
- 羽島市立中央小学校
- 羽島市立福寿小学校
- 羽島市立堀津小学校
- 羽島市立中島小学校

### 恵那市
- 恵那市立中野方小学校
- 恵那市立恵那北小学校
- 恵那市立飯地小学校
- 恵那市立武並小学校
- 恵那市立長島小学校
- 恵那市立大井小学校
- 恵那市立東野小学校
- 恵那市立大井第二小学校
- 恵那市立三郷小学校
- 恵那市立岩邑小学校
- 恵那市立山岡小学校
- 恵那市立明智小学校
- 恵那市立串原小学校
- 恵那市立上矢作小学校

### 美濃加茂市
- 美濃加茂市立太田小学校
- 美濃加茂市立古井小学校
- 美濃加茂市立山之上小学校
- 美濃加茂市立蜂屋小学校
- 美濃加茂市立加茂野小学校
- 美濃加茂市立伊深小学校
- 美濃加茂市立三和小学校
- 美濃加茂市立下米田小学校
- 美濃加茂市立山手小学校

### 土岐市
- 土岐市立土岐津小学校
- 土岐市立下石小学校
- 土岐市立妻木小学校
- 土岐市立濃南小学校
- 土岐市立駄知小学校
- 土岐市立肥田小学校
- 土岐市立泉小学校
- 土岐市立泉西小学校

### 各務原市
- 各務原市立那加第一小学校
- 各務原市立那加第二小学校
- 各務原市立那加第三小学校
- 各務原市立尾崎小学校
- 各務原市立稲羽西小学校
- 各務原市立稲羽東小学校
- 各務原市立川島小学校
- 各務原市立鵜沼第一小学校
- 各務原市立鵜沼第二小学校
- 各務原市立鵜沼第三小学校
- 各務原市立各務小学校
- 各務原市立緑苑小学校
- 各務原市立八木山小学校
- 各務原市立陵南小学校
- 各務原市立蘇原第一小学校
- 各務原市立蘇原第二小学校
- 各務原市立中央小学校

### 可児市
- 可児市立今渡南小学校
- 可児市立土田小学校
- 可児市立帷子小学校
- 可児市立春里小学校
- 可児市立旭小学校
- 可児市立東明小学校
- 可児市立広見小学校
- 可児市立南帷子小学校
- 可児市立桜ケ丘小学校
- 可児市立今渡北小学校
- 可児市立兼山小学校

### 山県市
- 山県市立高富小学校
- 山県市立富岡小学校
- 山県市立梅原小学校
- 山県市立大桑小学校
- 山県市立桜尾小学校
- 山県市立伊自良南小学校
- 山県市立伊自良北小学校
- 山県市立美山小学校
- 山県市立いわ桜小学校

### 瑞穂市
- 瑞穂市立穂積小学校
- 瑞穂市立本田小学校
- 瑞穂市立牛牧小学校
- 瑞穂市立生津小学校
- 瑞穂市立南小学校
- 瑞穂市立中小学校
- 瑞穂市立西小学校

### 飛騨市
- 飛騨市立古川小学校
- 飛騨市立古川西小学校
- 飛騨市立河合小学校
- 飛騨市立宮川小学校
- 飛騨市立神岡小学校
- 飛騨市立山之村小中学校

### 本巣市
- 本巣市立本巣小学校
- 本巣市立外山小学校
- 本巣市立弾正小学校
- 本巣市立真桑小学校
- 本巣市立席田小学校
- 本巣市立土貴野小学校
- 本巣市立一色小学校

### 下呂市
- 下呂市立萩原小学校
- 下呂市立宮田小学校
- 下呂市立尾崎小学校
- 下呂市立小坂小学校
- 下呂市立下呂小学校
- 下呂市立竹原小学校
- 下呂市立上原小学校
- 下呂市立金山小学校
- 下呂市立馬瀬小学校

### 海津市
- 海津市立海津小学校
- 海津市立今尾小学校
- 海津市立海西小学校
- 海津市立石津小学校
- 海津市立城山小学校
- 海津市立下多度小学校

### 郡上市
- 郡上市立八幡小学校
- 郡上市立川合小学校
- 郡上市立相生小学校
- 郡上市立口明方小学校
- 郡上市立大和小学校
- 郡上市立牛道小学校
- 郡上市立那留小学校
- 郡上市立白鳥小学校
- 郡上市立大中小学校
- 郡上市立北濃小学校
- 郡上市立石徹白小学校
- 郡上市立高鷲小学校
- 郡上市立高鷲北小学校
- 郡上市立三城小学校
- 郡上市立吉田小学校
- 郡上市立明宝小学校
- 郡上市立和良小学校

### 羽島郡
- 岐南町立東小学校
- 岐南町立西小学校
- 岐南町立北小学校
- 笠松町立笠松小学校
- 笠松町立松枝小学校
- 笠松町立下羽栗小学校

### 養老郡
- 養老町立養老小学校
- 養老町立広幡小学校
- 養老町立上多度小学校
- 養老町立池辺小学校
- 養老町立笠郷小学校
- 養老町立養北小学校
- 養老町立日吉小学校

### 不破郡
- 垂井町立垂井小学校
- 垂井町立宮代小学校
- 垂井町立表佐小学校
- 垂井町立合原小学校
- 垂井町立府中小学校
- 垂井町立岩手小学校
- 垂井町立東小学校
- 関ケ原町立関ケ原小学校

### 安八郡
- 神戸町立神戸小学校
- 神戸町立下宮小学校
- 神戸町立南平野小学校
- 神戸町立北小学校
- 輪之内町立福束小学校
- 輪之内町立仁木小学校
- 輪之内町立大藪小学校
- 安八町立名森小学校
- 安八町立牧小学校
- 安八町立結小学校

### 揖斐郡

#### 組合立小学校
- 養基小学校養基保育所組合立養基小学校

#### 町立小学校
- 揖斐川町立揖斐小学校
- 揖斐川町立大和小学校
- 揖斐川町立北方小学校
- 揖斐川町立清水小学校
- 揖斐川町立小島小学校
- 揖斐川町立谷汲小学校
- 大野町立大野小学校
  - 大野町立大野小学校大野分校
- 大野町立北小学校
- 大野町立西小学校
- 大野町立中小学校
- 大野町立南小学校
- 大野町立東小学校
- 池田町立温知小学校
- 池田町立八幡小学校
- 池田町立宮地小学校
- 池田町立池田小学校

### 加茂郡
- 坂祝町立坂祝小学校
- 富加町立富加小学校
- 川辺町立川辺西小学校
- 川辺町立川辺東小学校
- 川辺町立川辺北小学校
- 七宗町立上麻生小学校
- 七宗町立神渕小学校
- 八百津町立八百津小学校
- 八百津町立和知小学校
- 八百津町立錦津小学校
- 八百津町立久田見小学校
- 白川町立白川小学校
- 白川町立蘇原小学校
- 白川町立黒川小学校
- 白川町立佐見小学校
- 東白川村立東白川小学校

### 可児郡
- 御嵩町立上之郷小学校
- 御嵩町立御嵩小学校
- 御嵩町立伏見小学校

## 私立小学校
- 岐阜聖徳学園大学附属小学校
- 帝京大学可児小学校